# Appenzeller Zeitung
L'Appenzeller Zeitung è un quotidiano svizzero in lingua tedesca del Canton Appenzello Esterno e delle zone limitrofe, con sede a Herisau.

## Storia
Fondato nel 1828 da Johannes Meyer, medico di Trogen, quale foglio d'opposizione impegnato nella lotta contro la censura e per il rinnovamento democratico, nel primo anno il settimanale riuscì ad avere 620 abbonati. Dal 1830 assunse un formato bisettimanale. Durante la Rigenerazione diede voce ad alcuni fra i maggiori esponenti del liberalismo svizzero, quali Kasimir Pfyffer, Ignaz Paul Vital Troxler, Thomas Bornhauser e Gallus Jakob Baumgartner.
Rilevato da Michael Schläpfer nel 1852, divenne l'organo di informazione della regione di Herisau, suo nuovo luogo di pubblicazione, affermandosi come quotidiano regionale nell'Hinterland appenzellese e nel vicino Toggenburgo. Acquisiti i diritti editoriali dei giornali concorrenti Säntis nel 1969, Appenzeller Anzeiger nel 1969 e Appenzeller Landeszeitung nel 1973, è divenuto l'unico quotidiano di Appenzello Esterno raggiungendo nel 2000 una tiratura di 16 873 copie. Dal 1969 al 1998 ha dovuto però affrontare la concorrenza dell'Appenzeller Tagblatt, edizione locale del Sankt Galler Tagblatt.
Pubblicato dalla casa editrice appenzellese Schläpfer AG, fino al 1996 Schläpfer & Co, e vicino al partito radicale, dal 1993-1994 l'Appenzeller Zeitung collabora con altri sei giornali della regione, riportando nella parte generale gli stessi articoli proposti da questi quotidiani. Il 1º aprile 1998 la Zollikofer AG di San Gallo ha acquistato una quota del pacchetto azionario, e a partire da questo momento la testata, che ha conservato il proprio nome, è di fatto diventata l'edizione regionale del Sankt Galler Tagblatt.